# Akrodysostose
Die Akrodysostose (ACRDYS) ist eine sehr seltene angeborene Entwicklungsstörung mit geistiger Entwicklungsverzögerung, Gesichtsdysmorphie und Verkürzung von Hand- und Fußknochen.
Synonyme sind: Akrodysostosis-Syndrom; Akrodysplasie; Arkless-Graham-Syndrom; Maroteaux-Malamut-Syndrom; PMN-Syndrom
Die Erstbeschreibung stammt aus dem Jahre 1967 durch die Ärzte R. Arkless und C. B. Graham, die Abgrenzung als Syndrom erfolgte im Folgejahr 1968 durch Pierre Maroteaux und Georges Malamut.

## Vorkommen
Die Häufigkeit ist nicht bekannt, bislang wurde über weniger als 80 Betroffene berichtet. Die Vererbung erfolgt autosomal-dominant.

## Ursachen
Je nach zugrunde liegender Mutation können folgende Typen unterschieden werden:
- ACRDYS Typ 1 mit heterozygoter Mutation im PRKAR1A-Gen auf Chromosom 17 Genort q24.2[7]
- ACRDYS Typ 2 mit Mutationen im PDE4D-Gen auf Chromosom 5 Genort q11.2–12.1[8]

Beide Mutationen führen zu einem Funktionsverlust der Proteinkinase A.

## Klinische Erscheinungen
Klinische Kriterien sind:
- Gedeihstörung, bereits im Mutterleib mögliche Intrauterine Wachstumsretardierung
- Gesichtsdysmorphie mit charakteristisch rundem Gesicht mit Nasenhypoplasie, hypoplastischem Oberkiefer, Epikanthus, Hypertelorismus
- Minderwuchs
- Skelettauffälligkeiten wie Brachydaktylie der Mittel- und Mittelfußknochen und Finger
- Entwicklungsverzögerung
- verzögerte Dentition

Hinzu können akzelerierte Skelettreifung oder Fettleibigkeit kommen.
Das klinische Bild ähnelt dem der Albright-Osteodystrophie. Daher wurde diskutiert, ob es sich nicht um ein eigenständiges Krankheitsbild, sondern lediglich um eine schwere Manifestation des Albrecht-Osteodystrophie handeln könnte.

## Diagnose
Die Diagnose ergibt sich aus der Kombination klinischer Befunde, der Blutuntersuchung, charakteristischer Veränderungen im Röntgenbild und kann durch humangenetische Untersuchung gesichert werden.
Etwa bei 50 % liegen Hormonresistenzen gegen Parathormon und Thyreotropin vor, regelmäßig beim Typ 1, nur selten beim Typ 2, und dann nur gering ausgeprägt. Beim Typ 1 ist häufiger auch eine Kreatininurie nachzuweisen.
Im Röntgenbild findet sich eine Hypoplasie des Oberkiefers, Dysplasien an den Extremitäten mit verkürzten und verbreiterten Mittelhandknochen, an den Phalangen vorzeitiger Verschluss der Wachstumsfugen, relativ lange und dysproportional breite Großzehe sowie Zapfenepiphysen bzw. Konusepiphysen in Grund- und Mittelphalanx. Die Skelettentwicklung an der Hand erscheint beschleunigt mit akzeleriertem Skelettalter.
In 75 % findet sich eine Spinalkanalstenose.
In den Epiphysen können ausgeprägte punktförmige Verkalkungen auftreten.

## Differentialdiagnose
Abzugrenzen sind:
- Albright-Osteodystrophie
- Brachydaktylie Typ E
- Pseudohypoparathyreoidismus Typ Ia
- Pseudopseudohypoparathyreoidismus

## Therapie
Eine spezifische Behandlung ist nicht bekannt. Betroffene sollten auf Hormonresistenz gegen Parathormon und Thyreotropin untersucht werden.